# Король и я (фильм)
«Король и я» (англ. The King and I) — музыкальный фильм режиссёра Уолтера Лэнга, выпущенный в 1956 году. Фильм основан на одноимённом мюзикле Ричарда Роджерса и Оскара Хаммерстайна II, основой для которого, в свою очередь, послужила книга Маргарет Лэндон «Анна и король Сиама».

## Сюжет
Сиам, 1862 год. На одном из пароходов в Бангкок прибывает молодая вдова Анна Леонуэнс со своим юным сыном Луи. Она согласилась на предложение короля Сиама Монгкута стать учительницей его детей в обмен на кирпичный дом, примыкающий ко дворцу, и 20 фунтов ежемесячно. Её встречает премьер-министр страны, правая рука короля Кралахом. После небольшой перепалки они отправляются во дворец короля. Войдя в зал для аудиенций, Анна видит, как посланник принца Бирмы Лун Тха приносит в дар королю молодую красавицу Туптим, после чего Кралахом объявляет ей, что приём окончен и пора уходить. Однако героиня отказывается подчиняться и бросается вслед за Монгкутом, который после знакомства с нею отводит её в женскую половину дворца. Здесь он представляет Анну своим жёнам и знакомит с главной женой по имени Тианг. Услышав, как король в своей речи обмолвился о её проживании во дворце, героиня приходит в негодование и требует исполнения данного обещания об отдельном доме. Невзирая на её слова, Монгкут приказывает привести своих многочисленных детей и представляет их учительнице. Когда дети окружают героиню, та в радости соглашается временно пожить и во дворце.
Анну, занимающуюся разборкой своего багажа, в её покоях навещают жёны короля, и из разговора с бирманкой Туптим она узнаёт о её взаимной любви к посланнику Лун Тха. На уроке географии учительница сворачивает старую примитивную карту мира, в центре которой изображён огромный Сиам, и показывает детям новую, сделанную по всем правилам. Она рассказывает ученикам о том, что такое снег, что по воде можно ходить, когда она превращается в лёд, но дети не верят ей и новой карте, где их страна выглядит маленьким пятнышком, и перестают слушаться. Однако с приходом короля дисциплина мгновенно восстанавливается. В ответ на вопрос, что за книгу держит в руках его новая жена Туптим, он узнаёт, что это «Хижина дяди Тома», написанная женщиной-американкой о феномене рабства и его отмене. Юный принц, наследник престола Чулалонгкорн, заинтересовавшись услышанным, задаёт вопрос о необходимости отмены рабства своей преподавательнице, чей ответ, однако, не понравился ни его отцу, ни премьер-министру Кралахому, который опасается, что такие идеи помешают принцу стать сильным и волевым лидером, способным спасти страну.
Ночью Анну приводят в личные покои короля, где после спора о Библии монарх диктует ей письмо Аврааму Линкольну о том, что вышлет самцов слонов для его армии и дальнейшего размножения. Утром от Кралахома король узнаёт, что некоторые страны собираются выставить его варваром, неспособным к управлению страной, перед Великобританией, что, по мнению премьер-министра, вызовет неизбежную агрессию со стороны Запада. Монгкут приходит на урок Анны, которая напоминает ему о доме, но король остаётся неприступен, и героиня заявляет о том, что покидает Сиам. Однако ночью перед отплытием к неё в покои приходит Тианг и просит зайти к королю, рассказав о нависшей над их страной угрозе протектората. Благодаря Анне король находит выход из сложившейся ситуации — ввиду необходимости доказать, что он отнюдь не варвар, Монгкут соглашается дать званый ужин, который будет устроен самым лучшим образом, в европейским стиле, и будет сопровождаться музыкой и представлениями. На ужин должны быть приглашены все самые достойные люди Бангкока, а главное — посол Джон Хэй и его спутник Эдвард Рамсей, как оказалось, знакомый Анны. От учительницы Монгкут требует сшить платья для своих жён и обучить их должным манерам. Анна уговаривает его разрешить дать представление — Туптим написала пьесу по «Хижине дяди Тома».
Наступает день званого ужина. Под видом извозчика во дворец проникает Лун Тха. Короля представляют послу и его спутнику, который узнаёт Анну. Рамсей, давно влюблённый в героиню, просит её остаться с ним, но получает отказ. Их танец прерывает король, который, взяв Анну под руку, отправляется в зал для ужина. Через некоторое время посол поднимает бокал за достойного короля Сиама, который, обрадованный, сообщает гостям, что они сейчас увидят сиамскую версию «Хижины дяди Тома». Когда после окончания постановки восторженные гости требуют автора, обнаруживается, что Туптим исчезла.
После ужина Анна приходит к королю в зал и ободряет его, рассказав о приятном впечатлении, которое произвёл ужин на гостей. Монгкут дарит её в знак благодарности перстень и просит научить европейским танцам. Во время того, как Анна пытается научить короля танцевать польку, вбегает Кралахом, который сообщает, что Туптим поймана, но её любовник нет. Девушку приводят в зал, и Монгкут собирается лично высечь её кнутом, несмотря на уговоры Анны, которая изо всех сил взывает к его доброте. Увидев, что это не останавливает короля, героиня называет его варваром, что вызывает ещё больший гнев у монарха, который замахивается кнутом, но не в силах заставить себя это сделать, убегает прочь. Туптим узнаёт о гибели Лун Тха в реке. Анна отдаёт перстень Кралахому и сообщает о своём отъезде.
Перед самым отплытием к ней в покои входят Тианг и Чулалонгкорн. Старшая из жён короля сообщает, что он смертельно болен, что он всё это время скрывал свою болезнь и не слушался указаний врачей, стремясь полностью отдать себя делу спасения страны. Героине передают письмо, в котором Монгкут просит простить его за неуважительное отношение. Расплакавшись, Анна отправляется в покои короля. Она находит короля лежащим в постели в окружении жён. Он отдаёт ей обратно перстень и просит его принять и не отплывать. Анна соглашается и отправляет сына Луи забрать вещи с парохода. Король подзывает Чулалонгкорна и спрашивает, какой указ бы тот хотел издать. Юный принц говорит, что среди прочего хотел бы отменить жалкий обычай падать ниц перед кем бы то ни было. Во время речи мальчика король умирает.

## В ролях
| Актёр          | Роль          |
| -------------- | ------------- |
| Дебора Керр    | Анна Леонуэнс |
| Юл Бриннер     | Монгкут       |
| Рита Морено    | Туптим        |
| Мантин Бенсон  | Кралахом      |
| Терри Саундерс | Тианг         |
| Рекс Томпсон   | Луи           |
| Патрик Адиарте | Чулалонгкорн  |
| Алан Моубрей   | Джон Хэй      |
| Карлос Ривас   | Лун Тха       |
| Джеффри Тун    | Джон Хэй      |

## Награды и номинации
| Год  | Премия                              | Категория                                            | Имя                                                                                  | Результат |
| ---- | ----------------------------------- | ---------------------------------------------------- | ------------------------------------------------------------------------------------ | --------- |
| 1957 | Оскар                               | Лучшая мужская роль                                  | Юл Бриннер                                                                           | Победа    |
| 1957 | Оскар                               | Лучшая работа художника-постановщика (цветной фильм) | Лайл Р. Вилер, Джон ДеКуир (постановщики), Уолтер М. Скотт, Пол С. Фокс (декораторы) | Победа    |
| 1957 | Оскар                               | Лучший дизайн костюмов (цветной фильм)               | Ирен Шарафф                                                                          | Победа    |
| 1957 | Оскар                               | Лучший звук                                          | Карлтон У. Фолкнер (20th Century-Fox SSD)                                            | Победа    |
| 1957 | Оскар                               | Лучшая музыка к фильму (к музыкальному)              | Альфред Ньюман и Кен Дэрби                                                           | Победа    |
| 1957 | Оскар                               | Лучшая женскую роль                                  | Дебора Керр                                                                          | Номинация |
| 1957 | Оскар                               | Лучшая операторская работа (цветной фильм)           | Леон Шамрой                                                                          | Номинация |
| 1957 | Оскар                               | Лучший режиссёр                                      | Уолтер Лэнг                                                                          | Номинация |
| 1957 | Оскар                               | Лучший фильм                                         | Чарльз Брэкетт                                                                       | Номинация |
| 1957 | Премия Режиссёрской гильдии США     | За выдающееся режиссёрское достижение в игровом кино | Уолтер Лэнг                                                                          | Номинация |
| 1957 | Золотой глобус                      | Лучший фильм — комедия или мюзикл                    |                                                                                      | Победа    |
| 1957 | Золотой глобус                      | Лучшая женская роль — комедия или мюзикл             | Дебора Керр                                                                          | Победа    |
| 1957 | Золотой глобус                      | Лучшая мужская роль — комедия или мюзикл             | Юл Бриннер                                                                           | Номинация |
| 1956 | Национальный совет кинокритиков США | Лучший актёр                                         | Юл Бриннер                                                                           | Победа    |
| 1956 | Национальный совет кинокритиков США | Лучшие десять фильмов                                |                                                                                      | Победа    |
| 1957 | Премия Гильдии сценаристов США      | Лучший сценарий музыкального фильма                  | Эрнест Леман                                                                         | Победа    |